# Chronica communia
La Chronica communia és un cronicó de la sèrie de Cronicons Barcinonenses, escrits en la seva majoria en llatí, i que començaren a ser redactats entre el 1149 i el 1153 a l'empara de les gestes militars de Ramon Berenguer IV de Barcelona, Príncep d'Aragó i Comte de Barcelona. Aquest comença a narrar els fets amb una indicació dels anys transcorreguts des d'Adam fins a Jesucrist, i les anotacions narren els fets des de la naixença del Redemptor fins a l'any 1270.